# Xylocopa zonata
Xylocopa zonata är en biart som beskrevs av Johann Dietrich Alfken 1930. Xylocopa zonata ingår i släktet snickarbin, och familjen långtungebin. Inga underarter finns listade i Catalogue of Life.